# Theo Herckenrath
Théo Herckenrath (Bruselas, 22 de julio de 1912 - Hoogstraten, 20 de marzo de 1973) fue un ciclista belga que fue profesional entre 1933 y 1937. Su éxito más importando fue la Lieja-Bastogne-Lieja de 1934.

## Palmarés
1934
- 1º en la Lieja-Bastogne-Lieja
- 1º en la París-Lille
- 1º en Scheut